# Birsk
Birsk (en ruso: Бирск) es una ciudad ubicada en la república de Baskortostán, Rusia, sobre la orilla derecha del río Bélaya —un afluente del Kama que, a su vez, es afluente del Volga— a 100 km de Ufá, la capital de la república. Su población en el año 2010 era de cerca de 42 000 habitantes.

## Historia

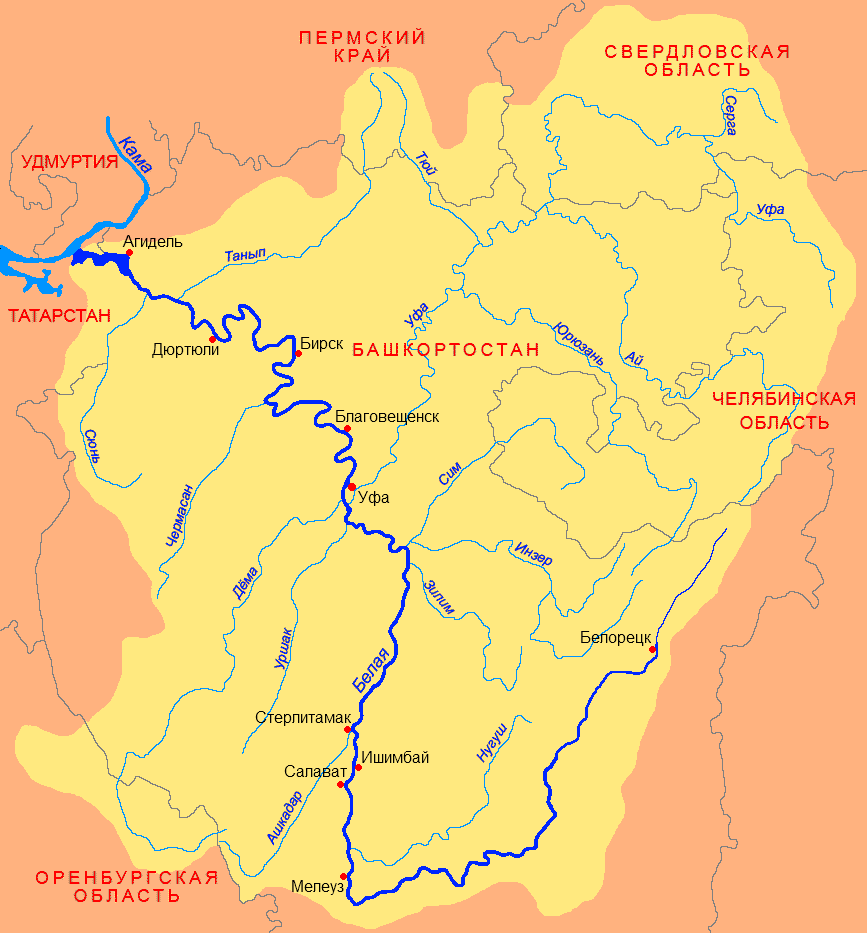
Mapa en ruso del río Bélaya (Бе́лая) —afluente del Kama— en el que aparece, sobre su curso bajo, Birsk (Бирск)

Se fundó en 1663, y obtuvo el estatus de ciudad en 1781.